# 클라우드블리드
클라우드블리드(영어: Cloudbleed, CloudLeak이나 CloudFlare 버그로도 알려져 있음)는 2017년 2월 17일에 발견된 취약점이다. Cloudflare의 리버스 프록시에 영향을 미쳤다.